# Excimer
En excimer (originalt kort for exciteret dimer) er et kortvarigt dimerisk eller heterodimerisk molekyle dannet af to atomer eller molekyler, hvoraf mindst én har en elektron i eksiteret tilstand. Excimerer er ofte diatomiske og dannes af to atomer eller molekyler, der ikke normalt ville forenes, ifald begge var i deres grundtilstand. En excimers levetid er meget kort, i nærheden af et nanosekund. Binding af et større antal eksiterede atomer danner Rydberg-klustre, hvilke har en levetid, der kan overstige flere sekunder.

## Dannelse og henfald
Under molekylorbitalformalismen har et typisk grundtilstandsmolekyle elektroner i den lavets mulige energitilstand. ifølge Hunds regel kan højest to elektroner okkupere en given orbital, og hvis en orbital indeholder to elektroner skal de være i modsat spinstadie. Den højestokkuperede molekylorbital kaldes HOMO og den lavest ikke-okkupedere molekylorbital kaldes LUMO; energikløften mellem disse to stadier kendes som HOMO/LUMO-kløften. Hvis molekylet absorberer lys, hvis energi er større end denne kløft, kan en elektron i HOMO blive eksiteret til LUMO. Dette kaldes et molekyles eksiterede tilstand.
Excimerer dannes kun, når en af dimerkomponenterne er i eksiteret tilstand. Når excimeren vender tilbage til grundtilstanden, vil dens komponenter dissociere og ofte frastøde hinanden. Bølgelængden af en excimers emission er længere (mindre energi) end den for en eksiteret monomer. En excimer kan således måles ved fluorescerende emissioner.
Fordi excimerdannelse er afhængig af bimolekylær interaktion, frembringes de af høj monomerdensitet. Lavdensistetsbetingelser producerer eksiterede monomerer, der henfalder til grundstadiet før de interagerer med en ikke-eksiteret monomer og danne en excimer.

## Note for brug
Termen excimer er, strengt taget, begrænset til tilfælde, i hvilke en sand dimer er dannet; dette vil sige at begge komponenter af dimeren er af samme molekyle eller atom. Termen exciplex refererer til det heterodimere tilfælde; almindeligvis bruges excimer dog også til at dække denne situation.

## Eksempler og brug
Heterodimere diatomiske komplekser involverende en ædelgas og en halid, såsom xenonklorid, er almindelige i konstruktionen af excimerlasere, som er excimerers mest benyttede anvendelse. Disse laserer udnytter det faktum, at excimerkomponenter har tiltrækkende interaktioner i den eksiterede tilstand og afstødende interaktioner i grundtilstanden. Molkylet pyren er et andet kanonisk eksempel på en excimer, der har fundet brug i biofysik til at ecaluere afstanden mellem biomolekyler.
I organisk kemi forekommer mange reaktioner gennem et exciplex; for eksempel dem for simple arener med alkener:  Reaktionerne af benzen og deres produkter afbilledet er en [2+2]-cykloaddition til orthoproduktet (A),. En [2+3]-cykloaddition til metaproduktet (B) og [2+4]-cykloadditionen til paraproduktet (C) med simple alkener såsom isomererne af 2-buten. I disse reaktioner er det arenen, der er eksiteret.